# San Juan (Labraza)
San Juan es un despoblado que actualmente forma parte del concejo de Labraza, que está situado en el municipio de Oyón, en la provincia de Álava, País Vasco (España).

## Historia
Se desconoce cuándo se despobló, aunque su ermita estaba arruinada para 1731.